# Jean Laffitte (Bischof)

Bischofswappen von Bischof Jean Laffitte

Jean Clément Marie Gérard Joseph Françoise Georges Laffitte Comm. l’Emm. (* 5. Mai 1952 in Oloron-Sainte-Marie, Département Pyrénées-Atlantiques, Frankreich) ist ein französischer Geistlicher und Kurienbischof der römisch-katholischen Kirche.

## Leben
Jean Laffitte besuchte die Universität Toulouse I und erwarb 1973 ein Diplom im Fach Politikwissenschaften. Er absolvierte 1979 einige Kurse an der University of Cambridge und 1980 an der Universität Salamanca. 1984 trat Laffitte in das Päpstliche Französische Priesterseminar in Rom ein. Er studierte Katholische Theologie und Philosophie an der Päpstlichen Universität Gregoriana. Jean Laffitte erwarb 1988 das Baccalauréat in Katholischer Theologie und Philosophie. Am 2. Juli 1989 empfing er das Sakrament der Priesterweihe. Jean Laffitte wurde in das Bistum Autun als Mitglied der Gemeinschaft Emmanuel, deren Mitgründerin seine Schwester Martine Catta ist, inkardiniert.
Laffitte setzte seine Studien am Päpstlichen Institut „Johannes Paul II.“ für Studien zu Ehe und Familie fort. Er wurde im Fach Moraltheologie promoviert. 1994 wurde Jean Laffitte Dozent für eheliche Ethik, Anthropologie und Spiritualität am Päpstlichen Institut „Johannes Paul II.“ für Studien zu Ehe und Familie. Von 1999 bis 2001 war er zudem Vizerektor dieses Institutes. Papst Johannes Paul II. verlieh ihm am 14. Januar 2000 den Ehrentitel Kaplan Seiner Heiligkeit (Monsignore). 2003 wurde Laffitte Konsultor der Kongregation für die Glaubenslehre. Am 28. Januar 2005 bestellte ihn Johannes Paul II. zum Untersekretär des Päpstlichen Rates für die Familie. Am 24. Januar 2006 wurde Jean Laffitte zum Vizepräsidenten der Päpstlichen Akademie für das Leben berufen.
Am 22. Oktober 2009 ernannte ihn Papst Benedikt XVI. zum Titularbischof von Entrevaux und bestellte ihn zum Sekretär des Päpstlichen Rates für die Familie. Die Bischofsweihe spendete ihm Kardinalstaatssekretär Tarcisio Bertone SDB am 12. Dezember desselben Jahres im Petersdom; Mitkonsekratoren waren der emeritierte Präsident des Päpstlichen Rates für Gerechtigkeit und Frieden, Renato Raffaele Kardinal Martino, und der Erzbischof von L’Aquila, Giuseppe Molinari. Am 5. Januar 2011 ernannte ihn Benedikt XVI. zum Konsultor des Päpstlichen Rates für die Pastoral im Krankendienst.
Papst Franziskus bestellte ihn am 4. Juli 2015 in Nachfolge Angelo Acerbis zum Prälaten des Malteserordens. In dieser Funktion wurde er am 21. Dezember 2023 von Luis Manuel Cuña Ramos abgelöst.
Seine Tätigkeit als Sekretär des Päpstlichen Rates für die Familie endete mit dessen Auflösung zum 1. September 2016.

## Werke
- Le pardon transfiguré. Editions de l’Emmanuel, Paris 1995, ISBN 2-7189-0683-9.
- Amour conjugal et vocation à la sainteté. Editions de l’Emmanuel, Paris 2001.